# میربازار (سمرقند)
میربازار روستایی در ازبکستان است که در استان سمرقند واقع شده‌است. میربازار ۵٬۳۰۰ نفر جمعیت دارد.